# Samuel Tobias Klauser
Samuel Tobias Klauser (* 4. November 1982) ist ein Schweizer Sänger, Schauspieler und Sprecher.

## Biografie
Samuel Tobias Klauser ist in Luzern aufgewachsen. Nach seiner klassischen Gesangsausbildung studierte er nach dem Berufsvorstudium an der Musicalfactory in Luzern an der Bayerischen Theaterakademie August Everding in München und bildete sich am Lee Strasberg Theatre and Film Institute in New York weiter.

## Engagements
- 2019/20: Heimweh – Fernweh: Das Musical als Tom (Messe Luzern)
- 2014: My Fair Lady im Ensemble sowie als Cover Freddy (Walensee-Bühne)
- 2013: Crazy for you als Bobby Child (Kurtheater Baden)
- 2012: Timm Thaler als Timm Thaler (Szenische Lesung im Meistersaal Berlin)
- 2012: Tell – Das Musical als Urlich von Rudenz[1][2] (Welturaufführung Seebühne Walenstadt)
- 2012: Closer than ever als Mann 2 (Schweizer Erstaufführung Tournee)
- 2010/11: Ewigi Liebi als Trippelcover Daneli, Hanspeter und Baschti[3] (Ewigi Liebi Theater Wankdorf Bern)
- 2010: Die schwarzen Brüder als Filippo (Seebühne Walenstadt)
- 2010: Rent (Musical) als Benny (Deutsches Theater München)
- 2009/10: Das Orangenmädchen als Georg[4][5] (Kammerspiele Seeb)
- 2009: Rent (Musical) als Gordon, Polizist, Händler, Junkie, Pastor, Ensemble (Prinzregententheater München)
- 2009: Die Goldberg – Variationen als Masch, Abel, Schlange, Isaak, 2. Dieb (Akademiestudio Theaterakademie München)
- 2008: Akte Romeo & Julia als Romeo (Akademietheater Theaterakademie München)
- 2007 – 09: Der Mann im Mond als Prinz (Staatstheater am Gärtnerplatz München)
- 2007: Heidi – Das Musical, Teil 2 als Geissenpeter, Hansi, Ueli (Welturaufführung Seebühne Walenstadt)
- 2007: Auf der Greifswalderstrasse als Arbeiter an den Strassenbahngeleisen, Bauarbeiter 1, Rumäne 2 (Akademiestudio Theaterakademie München)
- 2006: Das Erbe der Häufeles als Eugen Häufele (Uraufführung Trossingen)
- 2005: Der Vetter aus Dingsda  als Egon von Wildenhagen (Kleintheater Luzern)

## Diskografie
- Das Orangenmädchen (Rolle: Georg), 2009
- Heidi – Das Musical, Teil 2 (Rolle: Ensemble) 2007
- Rat’n’Roll (Rolle: Fritz) 2004